# Markarian 509
 (janvier 2024).
Améliorez-le ou discutez des points à vérifier. 
Markarian 509 est une galaxie lenticulaire de Seyfert type 1 responsable d'une multi-émission qui se situe dans la constellation du Verseau à ~469 millions d'années-lumière,

## Caractéristiques
Markarian 509 est une galaxie lenticulaire à multi-émission émettrice dans le domaine des rayons X, les infrarouges, ultraviolets et radio.
Une étude avec les télescopes XMM-Newton et l'INTREF a remarqué que les observations d'infrarouges et le rayonnement X de Mrk 509 semblent avoir une irrégularité dans leur émission.
Avec une autre étude faite avec les télescopes Hubble, le COS et le télescope Chandra, l'irrégularité de Mrk 509 a pu être expliquée par une corrélation des jets de matières de Mrk 509 (information trouvée avec l'aide du SWIFT).
Avec l'étude du COS la longueur d'onde de Mrk 509 a pu être déterminée : la longueur d'onde moyenne de Mrk 509 serait de 920 à 2000 nanomètres
Le disque d'accrétion du quasar central de Mrk 509 est composé principalement d'hydrogène d'hélium et de deutérium, ce disque possède une très grande raie d'émission qui a permis d'estimer sa taille : il possèderait une distance d'environ 200 parsecs.
Une étude a été faite par l'instrument SWIFT ; cette étude a permis de mesurer la faible émission (un type d'émission dit Soft) de Markarian 509.
L'étude du SWIFT a relevé la très haute température du disque d'accrétion (plus de 10 milliards de degrés c°)
Le relevé de la température par le SWIFT a permis de calculer la masse du trou noir central de Mrk 509, qui serait de 57 550 000 masses solaires,,,

## Images de Mrk 509

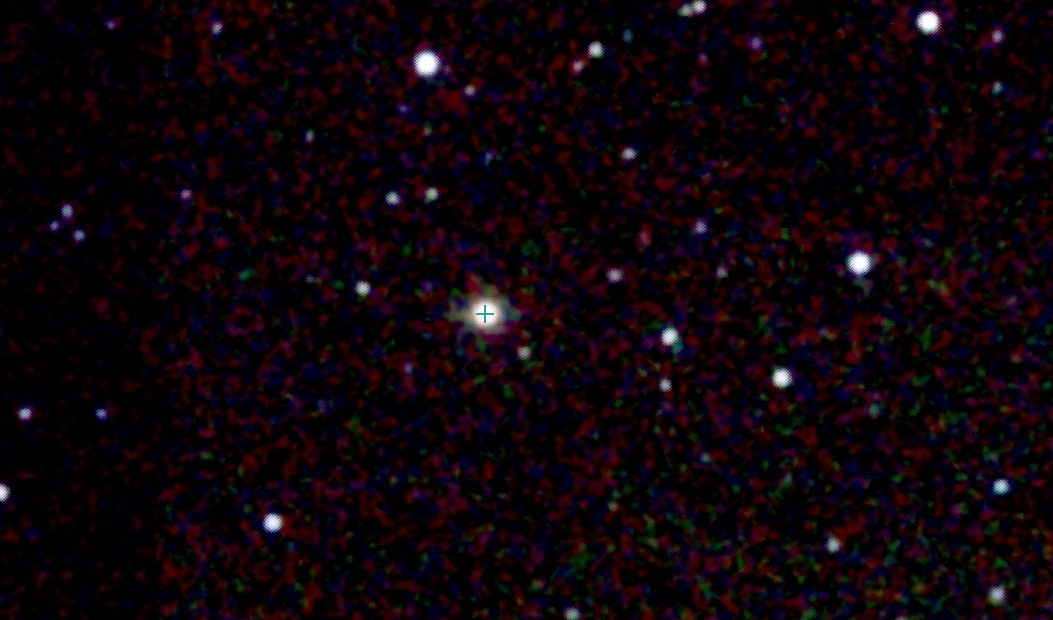
Image de Mrk 509 prise par le Two-Micron All-Sky Survey dans le domaine des infrarouges
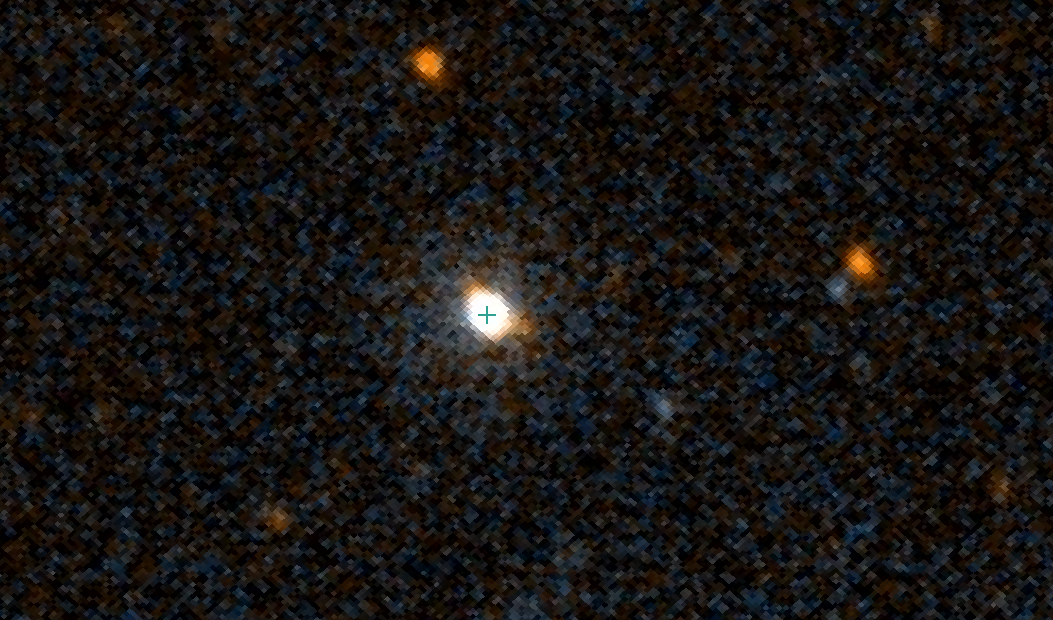
Image de Mrk 509 prise par le Galaxy Evolution Explorer dans le domaine des infrarouges